# Juillac-le-Coq
Juillac-le-Coq – miejscowość i gmina we Francji, w regionie Nowa Akwitania, w departamencie Charente. Nazwa miejscowości została uformowana przy pomocy galijskiego przyrostka -acos, latynizowanego jako -acus (licznie spotykanego w całej Francji jako formant nazw miejscowych i świadczącego o galijskiej historii jej terytorium) połączonego z nazwiskiem rodowym Juliuszy.
Według danych na rok 1990 gminę zamieszkiwały 684 osoby, a gęstość zaludnienia wynosiła 47 osób/km² (wśród 1467 gmin regionu Poitou-Charentes Juillac-le-Coq plasuje się na 444. miejscu pod względem liczby ludności, natomiast pod względem powierzchni na miejscu 612.).